# 하양 최씨
하양 최씨(河陽崔氏)는 경상북도 경산시 하양읍을 본관으로 하는 한국의 성씨이다. 시조는 조선에서 호조좌랑(戶曹佐郞)을 지낸 최흥윤(崔興潤)이다.

## 참고 자료
- “하양최씨(河陽崔氏)”. 뿌리를 찾아서.[깨진 링크(과거 내용 찾기)]